# Glaucomys
Glaucomys hay sóc bay Tân thế giới là chi động vật có vú trong họ Sóc, bộ Gặm nhấm. Chi này được Thomas miêu tả năm 1908. Loài điển hình của chi này là Mus volans Linnaeus, 1758.

## Phân bố
Các loài sóc bay trong chi này chỉ được tìm thấy ở Bắc Mỹ, phân bố từ Alaska đến Honduras.

## Các loài
Chi này gồm các loài:
- - Glaucomys volans - Sóc bay phương Nam
  - Glaucomys sabrinus - Sóc bay phương Bắc

## Hình ảnh

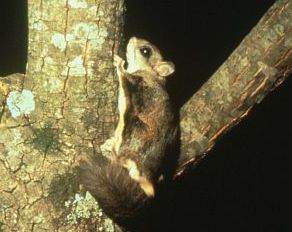
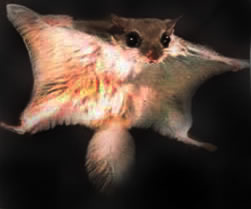